# Wassamu
Wassamu (和寒町?) è una cittadina giapponese della prefettura di Hokkaidō.